# Тіппу Тіп
Тіппу Тіп (*1832 — 14 червня 1905) — афроарабський заможний торгівець, державний діяч Занзібарського султанату, створив фактично незалежну державу північніше озера Танганьїка. Повне ім'я Хамад ібн Мухаммад ібн Джамах ібн Раджаб ібн Мухаммад ібн Саїд аль-Муграбі (араб. بن محمد بن جمعة بن رجب بن محمد بن سعيد المرجبي).

## Життєпис
Його дід Джамах й батько Мухаммад були афроарабами, що брали участь в торговельних експедиціях в глибинні території Східної Африки. Його прабабуся по батькові, дружина Раджаба бін Мухаммада бін Саїда аль-Муграбі, була донькою Джуми ібн Мухаммада аль-Небані, представника поважної маскатської родини, і африканської жінки з Майї, села на південь від того місця, де пізніше виникне місто Дар-ес-Салам. Його мати була донькою Хабіба ібн Бушир, члена знатної арабської родини з Маскату.
Народився 1832 року на Занзібарі, отримавши ім'я Хамад. Замолоду долучився до батьківських торговельних експедицій до озера Танганьїка, держав Казембе і Бемба. У 1860-х роках він вже діяв самостійно, почавши створення торговельних факторій. Для охорони сформував власний загін, озброєний рушницями і гарматами.
Десь в середині 1860 років уклав союз з торгівцем Мсірі, що діяв південніше та Мірамбо, вождем ньямвезі, що поділу впливу в районі Великих озер. Навесні 1867 року переміг Чіпілі Чіпіоку, нсаму (правителя) держави Табва на східному узбережжі озера Танганьїка, де створив власну факторію.
1870 року спільно з Мсірі завдав рішучої поразки Мвонгу Нсембі, мваті Казембе. З цього часу вже не мав конкурентів у створення власної держави за озером Танганьїка, витіснивши з цього регіону торгівців держави Луба. Можливо в цей час отримав прізвисько Тіппу Тіп — «Збирач багатств». За його власними словами, прізвисько надано під час походу до регіону Чунгу, після гарматного пострілу, який вважався на звук «тіптіп».
Тіппі Тіп зустрічався і допомагав багатьом європейським дослідникам Африки, зокрема Генрі Мортону Стенлі і Девіду Лівінгстону. Він був свідком зустрічі Лівінгстона і Стенлі.

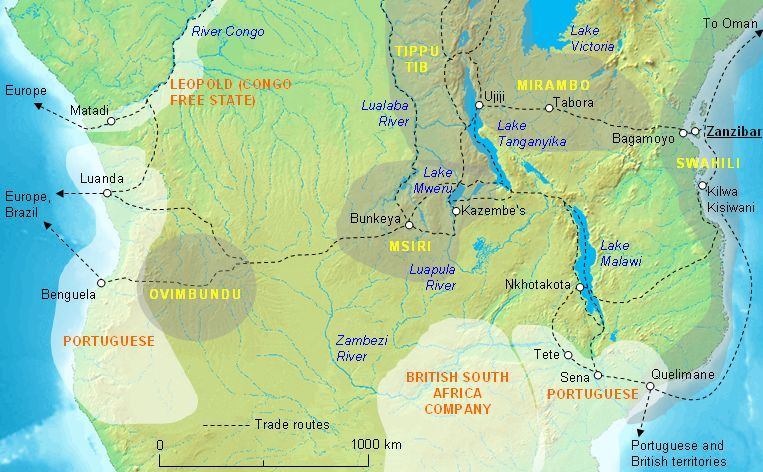
Володіння Тіппу Тіпа в 1880-х роках

1884 року стверджував, що Східне Конго належить йому і султану Баргашу. Попри захист інтересів Занзібару в Конго, Тіпу вдалося зберегти гарні відносини з європейцями. Коли в серпні 1886 року почалися бойові дії між арабами і суахілі з одного боку та найманцями бельгійського короля Леопольда II біля водоспаду Стенлі, Тіп вирушив до бельгійського консула, щоб переконати його в мирному ставленні. Зберігав владу і вплив до 1887 року.
На початку 1887 Генрі Мортон Стенлі прибув до Занзібару, де від імені короля Бельгії запропонував тіппу Тіпу стати губернатором округу біля водоспаду Стенлі в Вільній державі Конго, тобто зберегти свої володіння, але лише в іншому статусі. 24 лютого Тіп прийняв пропозицію. Фактично ці землі зберігали незалежність в складі Вільної держави Конго. Монополію на торгівлю мав тіппу Тіп. Водночас зайнявся розведенням гвоздики на Занзібарі. До 1895 року він уже був власником семи шамба (плантацій), де вирощувалася гвоздика, і 10 тис. рабів.

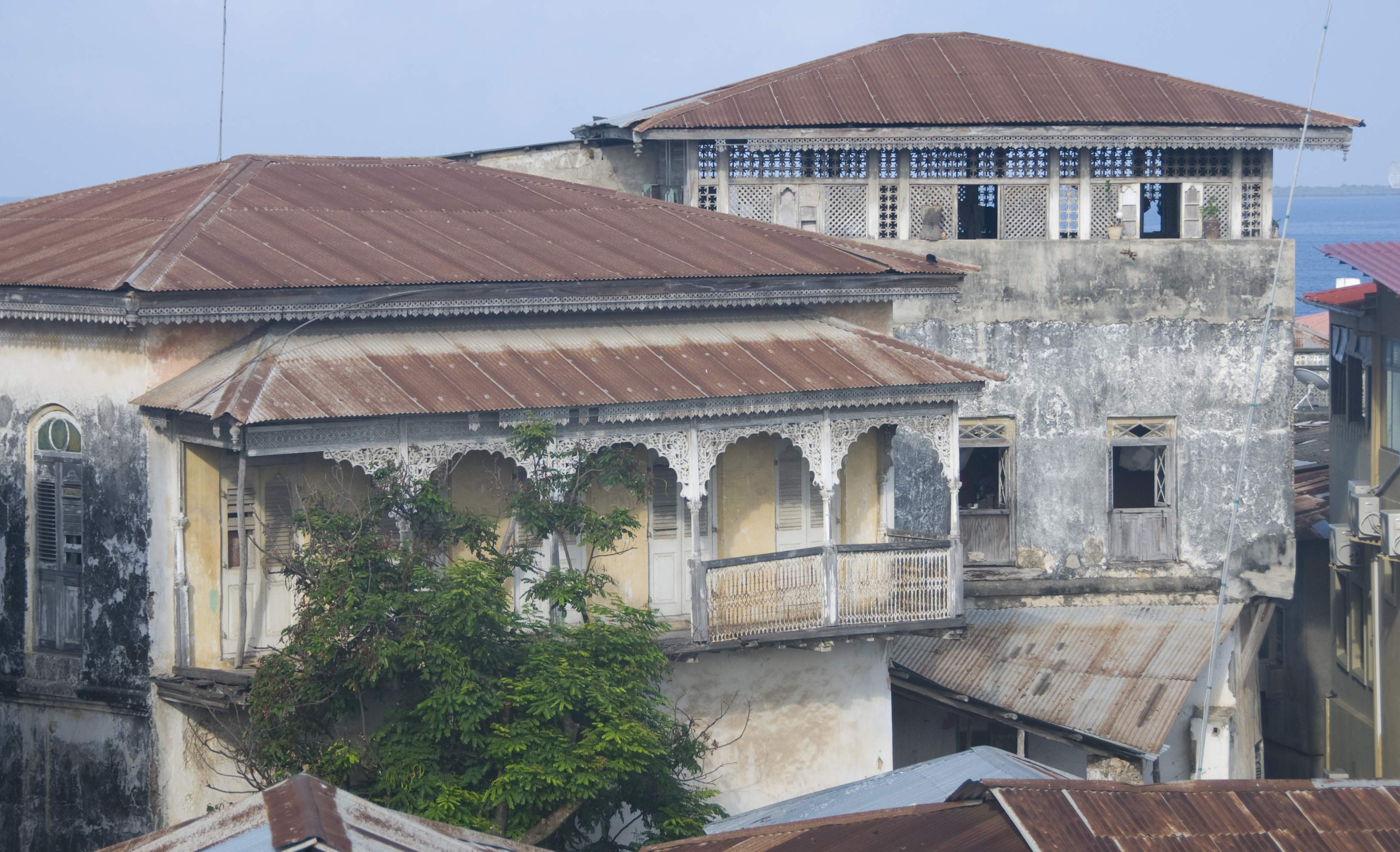
Будинок Тіппу Тіпа в Кам'яному місті на Занзібарі

У 1890 або 1891 році повернувся на батьківщину, передавши володіння в Конго бельгійцям. Втім його син Сефу (відомий під прізвиськом Румаліза) вирішив зберегти батьківське володіння в власності свого роду. Тому 1892 року напав на бельгійських торговельних агентів, чим спровокував Конго-арабську війну. Тіппу Тіп не проявив себе в цьому ніяк, проте напевне таємно підтримував сина. Останній загинув у битві 1893 року. 1894 року було остаточно скасовано особливий статус Східного Конго в складі вільної держави Конго.
Решту життя Тіппу займався підтримання господарства на Занзібарі та написанням автобіографії. Тіппу Тіп помер 1905 року від малярії у власному будинку на Занзібарі.

## Характер
Всі європейські мандрівники, з якими він зустрічався, описували його як надзвичайно ввічливу, освічену, доброзичливу та харизматичну особу. Стенлі називав його «чорним джентльменом».

## Творчість
Тіппу Тіп склав автобіографію, що стала першим твором цього жанру, створеним мовою суахілі. Її було записано арабською в'яззю. Генріх Броді переклав рукопис німецькою і записав її латиницею. Згодом вона була перекладена англійською мовою і опублікована у Великій Британії 1907 року.